# De la providencia
De la providencia (De Providentia) es un opúsculo escrito por el filósofo de origen hispano Lucio Anneo Séneca. Escrito hacia el año 63 d. C.
En este escrito, el filósofo cordobés intenta explicar a Lucilo por qué no debemos considerar los males que nos pasan como una desgracia, sino que debemos considerarlos como algo útil desde una perspectiva individual en primer lugar, y después como un bien para todos en general. He aquí una frase (capítulo III) que podría resumir su filosofía:
"Para mí, decía, ninguno me parece más infeliz que aquel a quien jamás sucedió cosa adversa"
Según las traducciones, la filosofía de Séneca puede ser interpretada desde un punto de vista religioso judeocristiano.